# Nais alpina
Nais alpina är en ringmaskart som beskrevs av Carlos Frankl Sperber 1948. Nais alpina ingår i släktet Nais och familjen glattmaskar. Arten är reproducerande i Sverige. Inga underarter finns listade i Catalogue of Life.